# Tambak Kalisogo
Tambak Kalisogo is een bestuurslaag in het regentschap Sidoarjo van de provincie Oost-Java, Indonesië. Tambak Kalisogo telt 1989 inwoners (volkstelling 2010).